# USS LST-19
O USS LST-19 foi um navio de guerra norte-americano da classe LST que operou durante a Segunda Guerra Mundial.